# Ерміт-серподзьоб темнохвостий
Ермі́т-серподзьо́б темнохвостий (Eutoxeres aquila) — вид серпокрильцеподібних птахів родини колібрієвих (Trochilidae). Мешкає в Центральній і Південній Америці.

## Опис
Довжина птаха становить 11,5-13,5 см, вага 8,6-14,5 г. Верхня частина тіла темно-зелена з бронзовим відблиском, горло і груди чорнуваті, решта нижньої частини тіла смугаста, чорно-біла. Пера на надхвісті мають яскраво-охристі края, хвіст округлої форми, переважно темно-зелений, крайні стернові пера більш темні з білими кінчиками. Дзьоб дуже вигнутий, описує чверть кола, його верхня частина є чорною, нижня частина жовта, внутрішня частина яскраво-жовта. Лапи тілесного кольору. Виду не притаманний статевий диморфізм. Забарвлення молодих птахів виглядає лускоподібним.

## Підвиди
Виділяють три підвиди:
- E. a. salvini Gould, 1868[5] — від східної Коста-Рики до західної Колумбії;
- E. a. heterurus Gould, 1868 — південний захід Колумбії і захід Еквадору;
- E. a. aquila (Bourcier, 1847) — від східної Колумбії до східного Перу.

## Поширення і екологія
Темнохвості ерміти-серподзьоби мешкають в Коста-Риці, Панамі, Колумбії, Еквадорі і Перу, спостерігалися на заході Венесуели в штаті Мерида. Вони живуть в підліску вологих гірських і рівнинних тропічних лісів, на узліссях і у вторинних заростях, на висоті до 2100 м над рівнем моря. Вони живляться нектаром геліконій (Heliconia) і Centropogon, а також комахами, яких збирають з павутиння. Темнохвості ерміти-серподзьоби не захищають свою кормову територію, а пересуваються між квітками, збираючи нектар. Під час живлення вони не зависають над квіткою, а сідають на стебла рослин. Початок сезону розмноження у темнохвостів ермітів-серподзьобів залежить від регіону. На початку сезону розмноження самці токують. Самиці будують чашоподібні гнізда, які підвішують з нижньої сторони листа. В кладці 2 яйця.